# Karlová
Karlová este o comună slovacă, aflată în districtul Martin din regiunea Žilina. Localitatea se află la altitudinea de 468 m deasupra n.m., se întinde pe o suprafață de 1,83 km2 și în 2017 număra 104 locuitori. Se învecinează cu comuna Blatnica, Martin.

## Istoric
Localitatea Karlová este atestată documentar din 1272.

## Demografie
| An:                | 1994 | 2004   | 2014   | 2024   |
| ------------------ | ---- | ------ | ------ | ------ |
| Număr de persoane: | 117  | 114    | 106    | 112    |
| Diferență:         |      | −2,56% | −7,01% | +5,66% |

| An:                | 2023 | 2024   |
| ------------------ | ---- | ------ |
| Număr de persoane: | 110  | 112    |
| Diferență:         |      | +1,81% |